# Greatest Hits (álbum de Martina McBride)
Greatest Hits é o primeiro álbum de coletâneas lançado pela cantora estadunidense de country music Martina McBride. Além da sequência de hits da cantora do decorrer de sua carreira, o disco apresentava  "Strangers," tendo Martina decidido incluir no álbum, embora não houvesse sido lançado como single.
O disco também incluia quatro novas músicas, "When God-Fearin' Women Get The Blues," "Where Would You Be," "Concrete Angel," e "Blessed." O álbum alcançou a posição número  #5 na Billboard 200, até então sua melhor colocação.

## Lista de músicas
1. "My Baby Loves Me" (Gretchen Peters) – 2:36
2. "Life #9" (Kostas, Tony Perez) – 4:03
3. "Independence Day" (Peters) – 3:26
4. "Strangers" (Bobby Braddock) – 3:22
5. "Safe in the Arms of Love" (Mary Ann Kennedy, Pam Rose, Pat Bunch) – 3:15
6. "Wild Angels" (Matraca Berg, Harry Stinson, Gary Harrison) – 3:44
7. "Valentine" (Jim Brickman, Jack Kugell) – 3:13
  - feat. Jim Brickman
8. "A Broken Wing" (James House, Sam Hogin, Phil Barnhart) – 3:36
9. "Happy Girl" (Beth Nielsen Chapman, Annie Roboff) – 3:27
10. "Wrong Again" (Tommy Lee James, Cynthia Weil) – 3:16
11. "Whatever You Say" (Ed Hill, Tony Martin) – 4:31
12. "I Love You" (Keith Follesé, Adrienne Follesé, Tammy Hyler) – 2:54
13. "Love's the Only House" (Buzz Cason, Tom Douglas) – 5:13
14. "There You Are" (Hill, Mark D. Sanders, Bob DiPiero) – 3:26
15. "When God-Fearin' Women Get the Blues (Intro)" – 0:52
16. "When God-Fearin' Women Get the Blues" (Leslie Satcher) – 4:08
17. "Where Would You Be" (Rick Ferrell, Rachel Proctor) – 4:34
18. "Concrete Angel" (Rob Crosby, Stephanie Bentley) – 4:13
19. "Blessed" (Brett James, Hillary Lindsey, Troy Verges) – 4:36

## Paradas

### Álbum
| Parada (2001)                     | Melhor posição |
| --------------------------------- | -------------- |
| U.S. Billboard Top Country Albums | 1              |
| U.S. Billboard 200                | 5              |

### Singles
| Ano  | Single                                 | Melhor posição | Melhor posição |
| Ano  | Single                                 | US Country     | US             |
| ---- | -------------------------------------- | -------------- | -------------- |
| 2001 | "When God-Fearin' Women Get the Blues" | 8              | 64             |
| 2002 | "Blessed"                              | 1              | 31             |
| 2002 | "Where Would You Be"                   | 3              | 45             |
| 2003 | "Concrete Angel"                       | 5              | 47             |